# Deutsch perfekt
Deutsch perfekt ist eine Zeitschrift aus dem Bereich Wissensmagazin, herausgegeben von ZEIT SPRACHEN in München. Deutsch perfekt richtet sich an Leser, die Deutsch lernen oder ihre deutschen Sprachkenntnisse verbessern möchten.

## Konzept
Die Zeitschrift, deren Umfang etwa 80 Seiten beträgt, richtet sich überwiegend an nicht-deutsche Muttersprachler. Das Magazin arbeitet nach dem didaktischen Konzept Deutsch als Fremdsprache (DaF). Es werden fachdidaktisch bearbeitete Artikel verschiedener Schwierigkeitsstufen nach dem Gemeinsamen Europäischen Referenzrahmen veröffentlicht. Alle Artikel sind auf Deutsch geschrieben, schwierige Wörter und Redewendungen sind zusätzlich in einfachem Deutsch umschrieben. Die zentralen Vokabeln jedes Heftes übersetzt die Redaktion darüber hinaus in einer Rubrik "Starthilfe" auch ins Englische, Spanische, Französische, Italienische, Türkische, Polnische und Russische.
Parallel zum Magazin erscheinen Übungshefte, der Lehrerservice „Deutsch perfekt im Unterricht“ und Audio-Produkte verlegt.

## Sonstiges
Gegründet wurde der Titel 2005. Nachdem anfangs Burkhard Riedel Chefredakteur war, folgte ihm ab März 2007 Jörg Walser.
Die verkaufte Auflage lag im vierten Quartal 2019 bei 19.837 Exemplaren. Seit dem 1. Juli 2020 wird der Titel nicht mehr bei der IVW gemeldet.